# Эстония на летних Олимпийских играх 1924
Эстония принимала участие в Летних Олимпийских играх 1924 года в Париже (Франция) во второй раз за свою историю, и завоевала одну золотую, одну серебряную и четыре бронзовые медали. Сборная страны состояла из 37 спортсменов (все — мужчины).

## Медалисты
| Медаль  | Спортсмен          | Вид спорта       | Дисциплина                              |
| ------- | ------------------ | ---------------- | --------------------------------------- |
| Золото  | Эдуард Пютсеп      | Борьба           | Мужчины, греко-римская борьба, до 58 кг |
| Серебро | Альфред Неуланд    | Тяжёлая атлетика | Мужчины, до 75 кг                       |
| Бронза  | Александр Клумберг | Лёгкая атлетика  | Мужчины, десятиборье                    |
| Бронза  | Юхан Киккас        | Тяжёлая атлетика | Мужчины, до 75 кг                       |
| Бронза  | Харальд Таммер     | Тяжёлая атлетика | Мужчины, свыше 82,5 кг                  |
| Бронза  | Роман Штейнберг    | Борьба           | Мужчины, греко-римская борьба, до 75 кг |